# آنکاریمبلو
آنکاریمبلو (به لاتین: Ankarimbelo) یک منطقهٔ مسکونی در ماداگاسکار است که در ایکونگو واقع شده‌است. آنکاریمبلو ۱٬۹۹۵ نفر جمعیت دارد و ۱۸۰ متر بالاتر از سطح دریا واقع شده‌است.